# Trichomycterus paquequerense
Trichomycterus paquequerense är en fiskart som först beskrevs av Miranda Ribeiro, 1943.  Trichomycterus paquequerense ingår i släktet Trichomycterus och familjen Trichomycteridae. Inga underarter finns listade i Catalogue of Life.